# Tobias Luthe

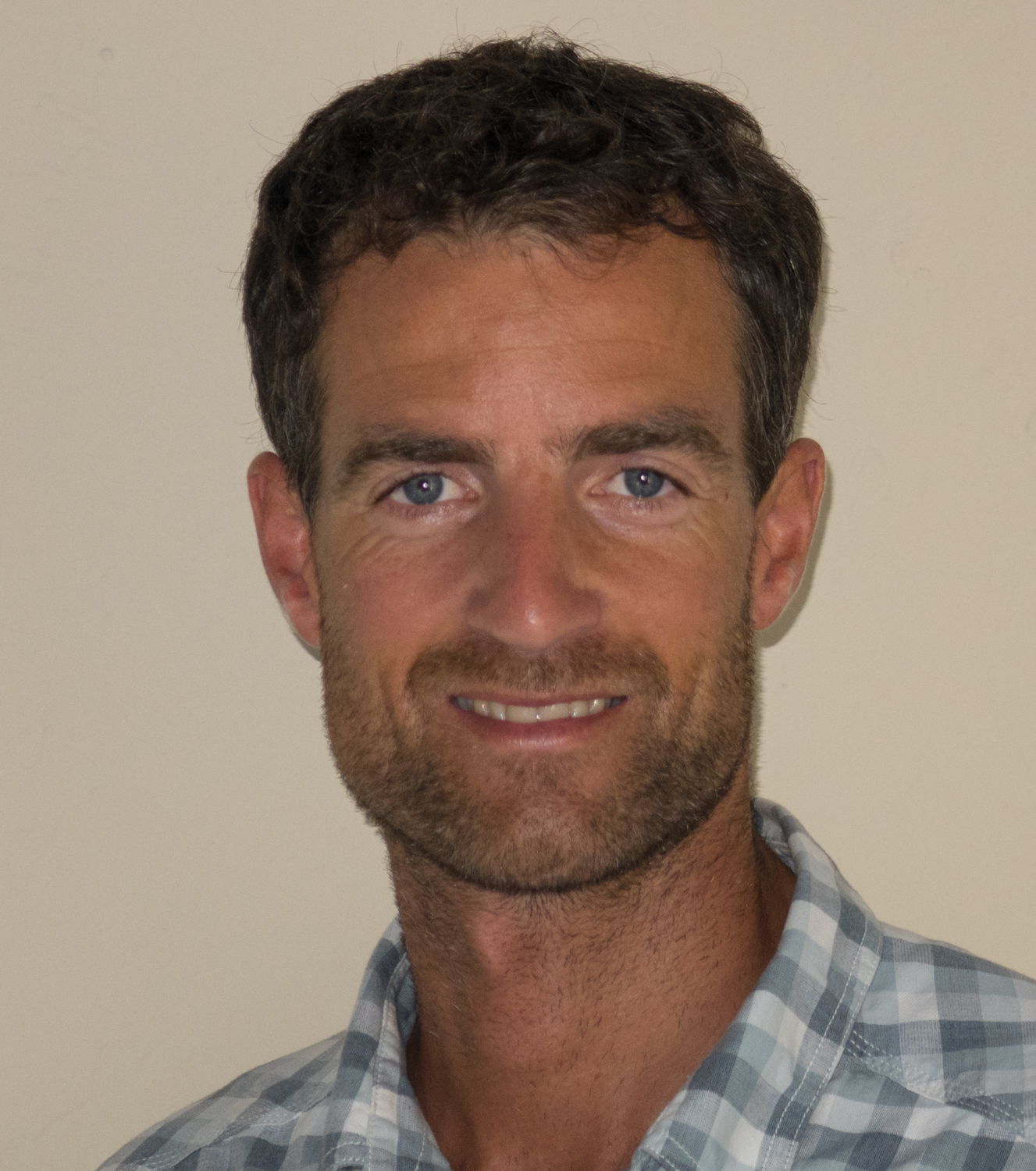
Tobias Luthe (2014)

Tobias Luthe (* 1975 in Lüdenscheid) ist ein deutscher Nachhaltigkeitsforscher und Wissenschaftler für Umwelt-Ingenieurwesen und Landschaftsplanung an der ETH Zürich und der Oslo School of Architecture and Design AHO Oslo.

## Leben
Luthe machte sein Abitur am Zeppelin-Gymnasium in Lüdenscheid. Er schloss 1999 ein Bachelorstudium in Forstwissenschaften an der Albert-Ludwigs-Universität Freiburg ab. Es folgte dort ein Masterstudium, das er 2001 mit den Schwerpunkten Umweltökonomie, Holztechnik und Passivhausdesign abschloss. Er schloss ein weiteres Masterstudium im Bereich nachhaltige Entwicklung an der Universität Rostock ab. 2009 promovierte er an der Deutschen Sporthochschule Köln, Zweitgutachten Universität Zürich, über die Anfälligkeit des Alpentourismus durch den Klimawandel.
In den Jahren 2011 bis 2018 hatte Luthe eine Professur im Bereich Nachhaltigkeitswissenschaft an der HTW Chur inne und war Direktor des Forschungsinstituts für Tourismus (2012–2015). Von 2016 bis 2019 unterrichtete er an der Università della Svizzera italiana. Er ist seit 2018 an der ETH Zürich tätig und leitet dort das Programm Systemic Design Labs. Seit 2019 ist er Associate Professor an der Oslo School of Architecture and Design AHO Oslo, Norwegen. Daneben unterrichtet er an der Albert-Ludwigs-Universität Freiburg.
Luthe ist seit 2015 Mitgründer und Leiter des MonViso-Institute, ein Real-Welt Labor für Nachhaltigkeitstransformation und regeneratives Design im italienischen Piedmont. Das MonViso-Institute wurde mehrfach mit italienischen Nachhaltigkeitspreisen ausgezeichnet.
Außerdem ist Luthe Mitgründer von Grown, einem Design-Labor im Bereich Outdoor-Sport; mit Grown hat Luthe hat mehrere Industrie-Ecodesign-Preise gewonnen, u. a. für Skis aus Hanffaser-Kompositmaterialien.
In seiner Forschung wendet er das Wissen über sozioökologische Systeme und deren Resilienz u. a. auf Kreislaufwirtschaten, regenerative Bio-Regionen, in der Architektur, im Industriedesign und auch auf den Tourismus an. Luthe arbeitet dabei besonders an der Hybridisierung von transdisziplinärer Nachhaltigkeitswissenschaft, systemischem Design, und transformativer Praxis in Real-Welt Laboren.
Er arbeitet seit 1998 auch als Ski- und Bergführer und war von 2003 bis 2008 hauptamtlicher Umweltreferent des Deutschen Skiverbands.

## Veröffentlichungen (Auswahl)
- Zukunftsfähige Berggebiete. Resilienz von der Vision zur Transformation. In: Bergauf. 02/21, S. 64–67. Österreichischer Alpenverein.
- Virtualisierung sozialer Outdoor-Erlebnisse: Chancen und Grenzen der Bildung für eine nachhaltige Entwicklung in Zeiten von Covid-19. e&l, erleben und lernen. In: Internationale Zeitschrift für handlungsorientiertes Lernen. Volume 3.2020.
- Hemp as incubator of a circular economy. In: Hanf Magazin. 06-2019.
- Designing More Resilient Arctic Communities: Change Means Chance. In: The Circle. 2/2018. WWF Arctic Program.
- Success in Transdisciplinary Sustainability Research. In: Sustainability. Band 9, Nr. 1, 2017, S. 71. doi:10.3390/su9010071.
- T. Luthe, M. von Kutzschenbach: Building common ground in mental models of sustainability. In: Sustainability, The Journal of Record. Band 9, Nr. 5, 2016, S. 247–254. doi:10.1089/sus.2016.29068.tl.
- T. Luthe, R. Wyss: Resilience to climate change in a cross-scale tourism governance context: a combined quantitative- qualitative network analysis. In: Ecology and Society. Band 21, Nr. 1, 2016, S. 27.  doi:10.5751/ES-08234-210127.
- T. Luthe, R. Wyss: The Capacity of Social-Ecological Systems for Planning Resilience: Introducing Adaptive Waves. In: Sustainability Science. Band 10, Nr. 4, 2015, S. 673–685. doi:10.1007/s11625-015-0316-6.
- T. Luthe, T. Kaegi, J. Reger: A Systems Approach to Sustainable Technical Product Design. Combining life cycle assessment and virtual development in the case of skis. In: Journal of Industrial Ecology. Band 17, Nr. 4, 2013, S. 605–617. doi:10.1111/jiec.12000
- Schneesport und Bildung für eine nachhaltige Entwicklung. Filme, Fachinformationen und Praxistipps zur vernetzenden Kommunikation eines zukunftsfähigen Schneesports in Schule und Verein. Deutscher Skiverband, Planegg, 2007, ISBN 978-3-938963-09-8.
- Sustainability-leadership-Training. Entwicklung und Evaluation eines Bildungsprogramms in nachhaltiger Entwicklung. Diplomica-Verlag, Hamburg 2007, ISBN 978-3-8366-5464-7.
- Energetische Bilanzierung von Baustoffen für den Holzhausbau. Diplomica-Verlag, Hamburg 2008, ISBN 978-3-8366-0621-9.
- SkiSustain. Vulnerability to Global Change and Sustainable Adaptation of Ski Tourism. (= Outdoor Sports and Environmental Science. Band 25). Deutsche Sporthochschule Köln, 2009, OCLC 643998630.